# Kazimierz Bielawski (1893-1965)
Kazimierz Bielawski  (ur. 23 stycznia 1893 w Rzeszowie, zm. 1 września 1965 w Krakowie) – dr medycyny, oficer dyplomowany w stopniu komandora Polskiej Marynarki Wojennej, polski działacz niepodległościowy. 

## Życiorys
Urodził się 23 stycznia 1893 w Rzeszowie  jako syn Walentego (1861–1935) i Wandy z Madeyskich w rodzinie szlacheckiej. Do szkoły Podstawowej uczęszczał w Brzeżanach, następnie uczył się w Gimnazjum w Bąkownicy a następnie Brzeżanach. Dalszą naukę podjął w 1911 roku na Uniwersytecie Lwowskim na kierunku lekarskim. We wrześniu  1914 zgłosił się do Legionów Polskich, dostał przydział jako dowódca patrolu sanitarnego w 1 Pułku Piechoty. Brał udział w walkach pod  Winiarami i Korczynem. W kwietniu 1915 roku został skierowany do Szpitala Legionowego stacjonującego w Kamieńsku gdzie prowadził przychodnię chirurgiczną. Szpital później był dyslokowany  do Kozienic i Dęblina. W trakcie przebijania się przez front w okolicach Rarańczy dostał się do niewoli austriackiej, po zwolnieniu przebywał w Kołomyi gdzie został internowany przez Ukraińców. W listopadzie 1916 roku jako chorąży sanitarny pracował jako asystent oddziału
chirurgicznego, brał udział w walkach Polskiego Korpusu Posiłkowego na froncie bukowińskim. Od lutego do października 1918 roku więziony był w Huszt i Marmaros Sziget. 
W maju 1919 roku awansował do stopnia podporucznika i przydzielony początkowo do 107 Szpitala Polowego, a następnie 209 Szpitala Polowego 13 Kresowej Dywizji Piechoty. W roku 1920 brał udział w  wojnie polsko-radzieckiej. W styczniu 1921 roku przeniesiony został na stanowisko lekarza 3 batalionu 2 pułku saperów, a następnie 52 pułku piechoty. W 1921 został skierowany do Krakowa celem ukończenia studiów medycznych które ukończył w 1925. W 1930 otrzymał stanowisk lekarza dyonu szkolnego, następnie został wyznaczony lekarzem dyonu minowców a później został kierownikiem przychodni lekarskiej na ORP „Bałtyk”, czasowo pełnił także funkcje lekarza Portu Wojennego w Gdyni oraz lekarza załogi Westerplatte.
W 1931 dr Bielawski został mianowany ordynatorem oddziału Chorób Wewnętrznych i Zakaźnych Szpitala Marynarki Wojennej w Gdyni. W 1938 został szefem sanitarnym Marynarki Wojennej i dyrektorem szpitala wojskowego w Gdyni. W roku 1938 mjr. Bielawski otrzymał awans do stopnia podpułkownika, w tym samym roku 30 kwietnia na własną prośbę odszedł na emeryturę. W sierpniu 1939 został zmobilizowany, został przydzielony do kadry zapasowej Szpitala Okręgowego w Toruniu gdzie obejmuje stanowisko zastępcy komendanta szpitala. 23 września podczas kampanii wrześniowej dostał się do niewoli niemieckiej, pełnił funkcję komendanta obozu jenieckiego w Chodakowie a później pełnił funkcję ordynatora szpitala jenieckiego w Sochaczewie (1-21 grudnia 1939). Po zwolnieniu z niewoli wyjechał do Gorlic, gdzie jako lekarz pełnił funkcję kierownika Punktu Sanitarnego i Izby Chorych PCK (do 30 lipca 1941), następnie przeniósł się do Ubezpieczalni Społecznej. W październiku 1944 wyjechał do Krakowa gdzie pracował jako lekarz konsultant w Ubezpieczalni Społecznej (do kwietnia 1945).  Po zakończeniu wojny wyjechał do Gdyni gdzie pracował jako lekarz konsultant w Ubezpieczali Społecznej.
W lutym 1946 roku został przyjęty do służby w  Marynarce Wojennej, został mianowany szefem wydziału sanitarnego Głównego Portu Marynarki Wojennej, następnie został szefem służby zdrowia Marynarki Wojennej (czerwiec 1946-1948). W 1948 został przeniesiony do rezerwy, został  aresztowany i oskarżony o nadużycia finansowe i łapówkarstwo i poświadczenie nieprawdy. Przeciwko niemu przeprowadzono postępowanie sądowe, wyrokiem sądu został skazany na 15 lat więzienia i konfiskatę mienia. Zasądzoną karę odbywał w więzieniu w Gdańsku, w styczniu 1954 złagodzono karę na 10 lat pozbawienia wolności z zawieszeniem na 3 lata, rok później został zrehabilitowany. Po wyjściu z więzienia w 1955 wyjechał do Jasła gdzie otrzymał posadę lekarza w rafinerii nafty w Niegłowicach k.Jasła. 
Kazimierz Bielawski zamarł 1 września 1965 w Krakowie, tam też został pochowany na Cmentarzu Rakowickim.

## Upamiętnienie
W 2017  na zarządzenie wojewody mazowieckiego jedna z ulic w Sochaczewie otrzymała nazwę „kmdr. Kazimierza Bielawskiego”.

## Ordery i odznaczenia
- Krzyż Niepodległości (nadany w 1932 r.)
- Krzyż Walecznych  (1922 r.)
- Złoty Krzyż Zasługi (1938 r.)